# كشف الغمة في معرفة الأئمة
كشفُ الغُمَّة في مَعرِفَةِ الأئمّة هو كتابٌ لبهاء الدين علي بن عيسى الإربلي المتوفى سنة 692 هـ، تعرّض فيه لحياة الرسول مُحمَّد وابنته فاطمة الزهراء وزوجته خديجة بنت خويلد، والأئمة الاثنا عشر عند الشيعة،. قال الإربلي عن سبب تأليفه هذا الكتاب:
| كشف الغمة في معرفة الأئمة | وَقَدْ كَانَتْ نَفْسِي تُنازِعُني دَائِمًا إنْ أَجْمَعَ مُخْتَصَرًا أَذْكُر فِيه لَمَعًا مِنْ أَخْبَارِهِمْ وَجُمْلَةً مِنْ صِفَاتِهِم وَآثَارَهُم، وَكَانَت الْعَوَائِق تَمْنَعُ مِنْ الْمُرَادِ، وعوادي الْأَيَّام تَضْرِب دُونَ بُلُوغِ الْغَرَضِ بِالإِسدَاد، وَالدَّهْر يُمَاطِل كَمَا يُمَاطِل الْغَرِيم وحوادث الْأَقْدَار لَا تَنَامُ وَلَا تُنيِّم، إلَى أَنْ بَلَغَ الْكِتَابُ أَجَلَهُ، وَأَرَادَ اللَّهُ تَقْدِيمُه وَكَان أَجَلِه وَأَظْهَرَهُ فِي الْوَقْتِ الَّذِي قَدَّرَهُ لَهُ، وَأَلْهِمْنِي إخْرَاجُهُ مِنْ الْقُوَّةِ إلَى الْفِعْلِ فَأَثْبَت مُجْمَلَةٌ ومُفَصَّلة فَأَعمَلتُ فِيهِ فِكْرِي، وَجُمِعَتْ عَلَى ضَمِّ شَوَارِدِه أَمْرَي وَسَأَلْت اللَّهَ أَنْ يَشُدَّ أَزْرَي، وَيَحُطّ بِكَرَمِه وزري، ويشرح لِإِتْمَامِه صَدْرِي فَاسْتَجَاب الدُّعَاء وَتَقْبَلَه وَخَفَّف عَنَى ثَقُل الِاهْتِمَام وَسَهَّلَه، فنهضت عَزِيمَتِي الْقَاعِدَة، وَهَبَت هِمَّتِي الرَّاكِدَة. | كشف الغمة في معرفة الأئمة |